# افتراضيات الكيمياء الحيوية

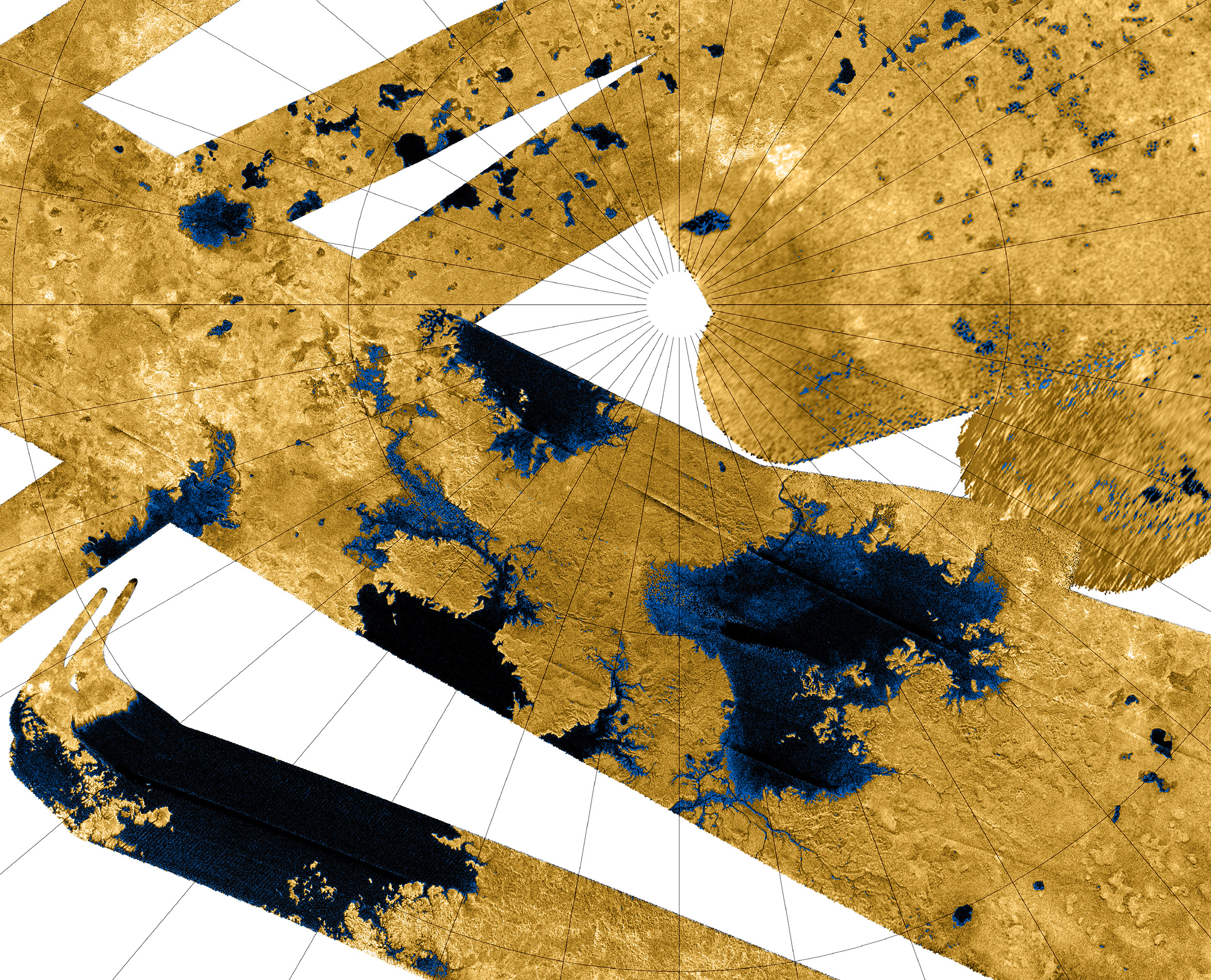
كاذبة لون رادار كاسيني الرادار فسيفساء من المنطقة القطبية الشمالية للقمر تيتان، المناطق الزرقاء هي مناطق البحيرات من الهيدروكربونات السائلة
«وجود بحيرات من الهيدروكربونات السائلة على القمر تيتان يفتح إمكانية المذيبات ومصادر الطاقة التي هي بدائل في المحيط الحيوي وقد دعم رواية أشكال الحياة مختلفة تماما عن تلك الموجودة على الأرض.»—ناسا البيولوجيا الفلكية خارطة الطريق عام 2008

الانواع الافتراضية للكيمياء الحيوية هي أشكال من  الكيمياء الحيوية يتكهن أن تكون علميا قابلة للتطبيق من حيث خواصها، ولكن لم يثبت وجودها في هذا الوقت. كل أنواع الكائنات الحية المعروفة حاليا على الأرض تعتمد في تكوينها على مركبات  الكربون للوظائف الحيوية و الأيض، والماء كـ مذيب. وكل الكائنات الحية على الأرض تعتمد على الحمض النووي أو الحمض النووي الريبوزي لتحديد الشكل والبنية والقيام بالوظائف الحيوية. كالحركة والتغذية والهضم والتناسل وجميع مظاهر الحياة في الكائنات الحية. إذا كانت الحياة موجودة على الكواكب أو الأقمار، فمن الممكن ان  تكون مشابه كيميائيا; ومن الممكن أيضا أن هناك كائنات لها كيمياء مختلفة تماما—على سبيل المثال تشمل فئات أخرى من مركبات الكربون والمركبات من عنصر آخر، أو مذيبات آخري تحل  مكان الماء.
إمكانية الحياة التي تقوم على كيمياء حيوية «بديلة» هو موضوع مناقشة علمية مستمرة. ويستمر التكهن باحتمال وجود بيئات خارج كوكب الأرض تسمح بوجود كائنات حية ربما لا تعتمد في بنيتها على الكربون والهيدروجين والنيتروجين، وتكون بنيتها على عناصر كيميائية مشابهة للكربون. ويتسع الخيال في ذلك في قصص الخيال العلمي. 
عنصر السيليكون قد نوقش كثيرا كافتراض بديل للكربون. السيليكون هو في نفس مجموعة الكربون في الجدول الدوري، مثل الكربون، فهو رباعي التكافؤ. وعلى الرغم من ذلك فالسيليكون في  المركبات العضوية يجعلها عموما أقل استقرارا. افتراضيات بدائل الماء تشمل الأمونيا، التي هي مثل الماء، جزئ  قطبي؛ المذيبات الغير قطبية الهيدروكربونية مثل الميثان والإيثان التي توجد في شكل سائل على سطح تيتان؛ مما يجعل بعض العلماء يتكهن بافتراضية وجود حياة على كوكب تيتان لا تعتمد على الماء.

## الظل والمحيط الحيوي

(1974) إرسال المعلومات إلى الفضاء عن الكيمياء الأساسية للحياة على الأرض.

وبصرف النظر عن احتمال العثور على أشكال مختلفة من الحياة على الكواكب أو الأقمار، فقد اقترح ان  الأرض نفسها  كمكان للظل الحيوي لللكائنات الدقيقة العير معروفة كيميائيا والتي قد عاشت في الماضي أو قد لا تزال موجودة اليوم.

## الكيمياء الحيوية غير المعتمدة علي الكربون
على الأرض، لدى جميع الكائنات الحية المعروفة هيكل كربوني ونظام. وتكهن العلماء حول إيجابيات وسلبيات استخدام الذرات عدا الكربون لتشكيل الهياكل الجزيئية الضرورية للحياة، ولكن لا أحد قد اقترح نظرية توظيف هذه الذرات لتشكيل جميع الهياكل اللازمة. ومع ذلك، كما جادل كارل ساغان، أنه صعب للغاية التأكد ما إذا كان الذي ينطبق على جميع أشكال الحياة على الأرض سوف يتحول لينطبق على جميع أشكال الحياة في جميع أنحاء الكون. ساجان يستخدم مصطلح «الكربون الشوفينية» لمثل هذا الافتراض. كارل ساجان يعتبر السيليكون والجرمانيوم  بدائل الكربون؛ ولكن، من ناحية أخرى، أشار إلى أن الكربون لا يبدو كيميائيا أكثر  تنوعا كما أنه أكثر وفرة في الكون.

### السليكون

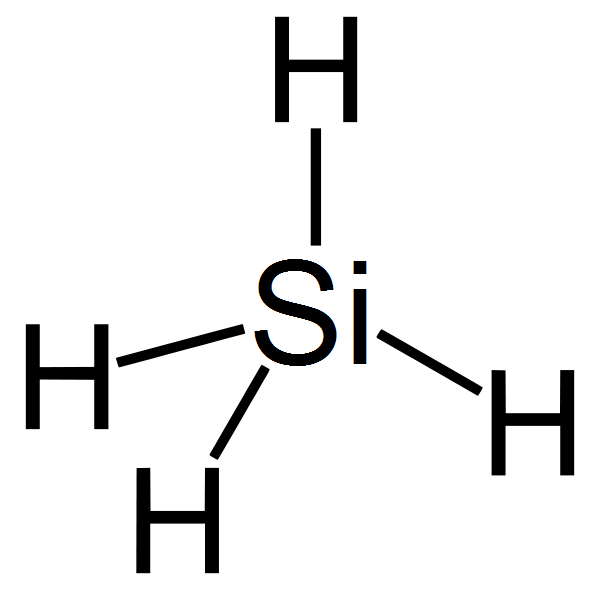
هيكل سيلاني ، مناظر غاز الميثان.

هيكل سيليكون (PDMS).

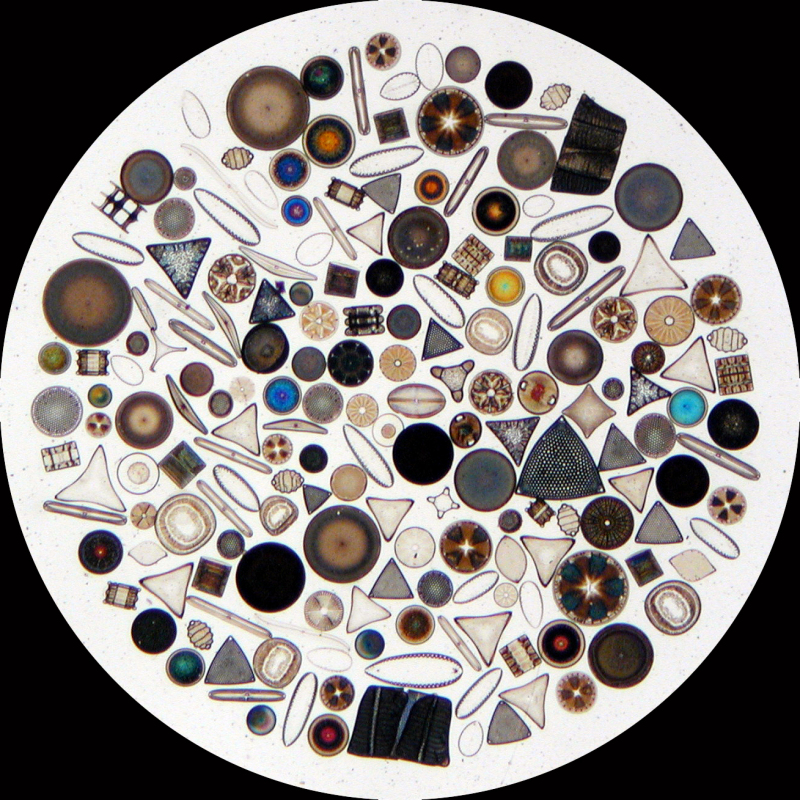
دياتومات بحرية —الكائنات الحية المعتمدة علي الكربون والتي تستخرج السيليكون من مياه البحر ودمجها في جدران الخلايا

السيليكون ذرة نوقشت كثيرا كأساس بديل للنظام البيوكيميائي، لأن السيليكون لديه العديد من الخصائص الكيميائية مماثلة لتلك التي للكربون وهو في نفس المجموعة في الجدول الدوري، في مجموعة  الكربون. مثل الكربون، السليكون يمكن أن يخلق الجزيئات التي هي كبيرة بما فيه الكفاية لحمل المعلومات البيولوجية.
ومع ذلك، للسليكون عيوب عدة كبديل للكربون. السليكون، خلافا للكربون، يفتقر إلى القدرة على شكل روابط كيميائية مع أنواع مختلفة من الذرات كما هو ضروري لتعدد المواد الكيميائية المطلوبة للتمثيل الغذائي.  العناصر  اللازمة لإنشاء المجموعات الوظيفية العضوية مع الكربون تشمل  الهيدروجين والأكسجين والنيتروجين، والفوسفور، والكبريت والمعادن مثل الحديد والمغنيسيوم والزنك. من ناحية أخرى، يتفاعل السليكون، مع عدد قليل جداً من أنواع أخرى من الذرات. وهذا يرجع إلى أن ذرات السيليكون هي أكبر بكثير، لها كتلة أكبر ونصف القطر الذري، وحتى صعوبة تشكيل روابط مزدوجة. 

### كيمياء حيوية معتمدة علي عناصر اخري غريبة
- بورانات بشكل خطير متفجرة في الغلاف الجوي للأرض، ولكن ستكون أكثر استقرارا في البيئة الأقل تفاعلية. ومع ذلك، وفرة البورون الكونية منخفضة يجعلها أقل احتمالاً من الكربون كقاعدة للحياة.
- المعادن المختلفة، جنبا إلى جنب مع الأكسجين، يمكن أن تشكل هياكل معقدة جداً ومستقرة حرارياً تحاكي تلك المركبات العضوية؛ الأحماض الهيتيروبولية هي واحدة من هذه الأسرة. بعض أكاسيد المعادن أيضا مشابهة للكربون في قدرتها على تشكيل هياكل نانو وبلورات الماس مثل (مثل مكعب زركونيا). التيتانيوم والألمنيوم والمغنزيوم والحديد كل شيء أكثر وفرة في قشرة الأرض من الكربون. ولذلك فان الحياة المستندة علي أكسيد المعادن من المحتمل ان تكون ممكنة تحت ظروف معينة، بما في ذلك (درجات الحرارة العالية) التي ستكون فيها الحياة القائمة على الكربون غير محتملة.[2] عن طريق تعديل مضمون أكسيد المعدن، يمكن الحصول على ثقوب والتي تعمل كغشاء  يسهل اختراقه، سامحا بشكل انتقائي دخول وخروج المواد الكيميائية  وفقا لحجم.
- الكبريت هو أيضا قادر على تشكيل سلسلة طويلة من الجزيئات، لكنه يعاني من نفس مشاكل التفاعل مثل الفوسفور.الاستخدام البيولوجي للكبريت كبديل الكربون هو محض افتراضية خاصة لأن الكبريت عادة يشكل فقط سلاسل خطية. (الاستخدام البيولوجي للكبريت كإلكترون متقبل على نطاق واسع ويمكن ارجاعه 3.5 مليار سنة على الأرض، وبالتالي يسبق استخدام الأكسجين الجزيئي.[3] البكتيريا المختزلة للكبريت يمكنها الاستفادة من عنصر الكبريت بدلا من الأكسجين، والحد من استخدام الكبريت وكبريتيد الهيدروجين.)

## الزرنيخ بديلا للفوسفور
الزرنيخ، وهو مشابه كيميائيا  للفوسفور، في حين انه ساما لمعظم أشكال الحياة على الأرض، لكنه مدرج في الكيمياء الحيوية لبعض الكائنات الحية. بعض الطحالب البحرية تتضمن الزرنيخ في الجزيئات العضوية المعقدة. الفطريات والبكتيريا يمكن أن تنتج مركبات الزرنيخ الميثيلية المتطايرة.اختزال وأكسدة الزرنيخ قد لوحظ في الميكروبات. بالإضافة إلى ذلك، بعض بدائيات النواة يمكنها استخدام الزرنيخات كمحطة الاستقبال الإلكترون النمو اللاهوائي والبعض يمكنه استخدام الزرنيخ كمتبرع للإلكترون  لتوليد الطاقة.
وكان قد تردد أن أقدم أشكال الحياة على الأرض قد استخدم الزرنيخ في مكان الفوسفور في بنية الحمض النووي. الاعتراض على هذا السيناريو هو أن استرات الزرنيخ أقل استقرارا للتحلل من استرات الفوسفات و بالتالي فالزرنيخ غير مناسب لهذه الوظيفة

## مذيبات غير مائية
بالإضافة إلى مركبات الكربون، كل الحياة الأرضية المعروفة تتطلب أيضا الماء كمذيب. وأدي ذلك إلى إجراء مناقشات حول ما إذا كان الماء السائل الوحيد القادرة على شغل هذا الدور. فكرة أن الحياة خارج الأرض قد تعتمد على مادة مذيبة عدا الماء قد تم اخذه علي محمل الجد في الأدبيات العلمية الحديثة بواسطة ستيفن بينير، واللجنة الفضائية برئاسة جون أ. باروس. المذيبات التي نوقشت في لجنة باروس  تشمل الأمونيا، حمض الكبريتيك، الفورماميد، الهيدروكربونات،
و (في درجات حرارة أقل بكثير من الأرض) سائل النيتروجين، أو الهيدروجين في شكل السوائل فوق الحرجة.
كارل ساجان يصف نفسه بـ شوفيني الكربون وشوفيني الماء; ومع ذلك كان يتوقع الهيدروكربونات، حامض هيدروفلوري، والأمونيا كبدائل ممكنة للمياه.

### الأمونيا

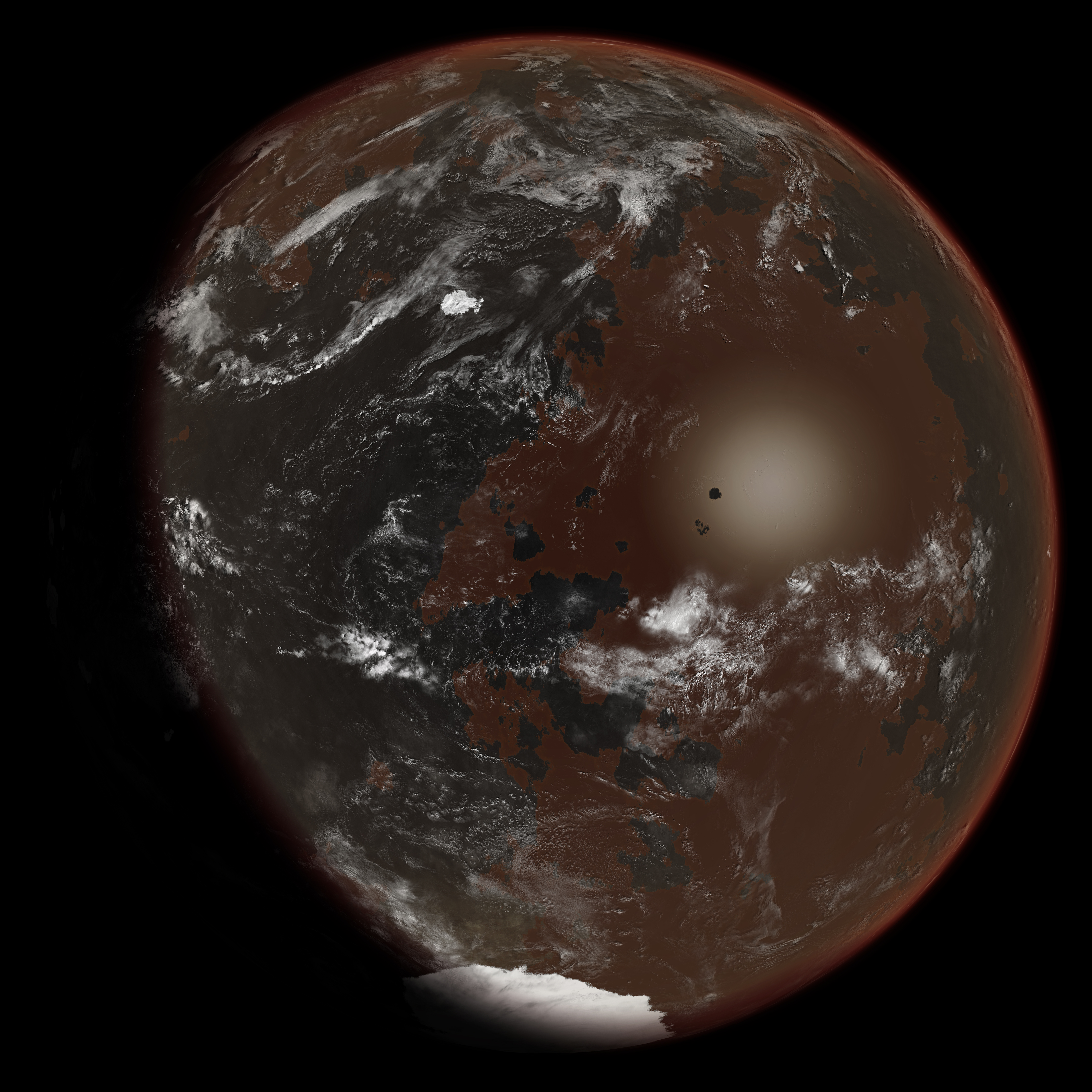
تصور الفنان كيف تبدو الحياة علي الكوكب مع الأمونيا.

الأمونيا جزيء (NH3)، مثل جزيء الماء متوفر في الكون، كونه مركب من الهيدروجين (أبسط العناصر الشائعة) مع آخر شائع جدا وهو عنصر النيتروجين. الدور الممكن  للأمونيا السائلة كبديل للمذيبات هو فكرة تعود على الأقل إلى عام 1954، عندما اثار  ج. ب. س. هالدين  هذا الموضوع في ندوة عن اصل الحياة.
الأمونيا، مثل الماء، إما أن يقبل أو يعطي H+ أيون. عندما  يقبل H+, فهو يشكل الأمونيوم الموجب (NH4+)، المماثل للهيدرونيوم (H3O+).و عندما يعطي H+ أيون، فهو يشكل انيون الاميد (NH2−), المماثل إلى هيدروكسيد الأنيون (OH−). بالمقارنة مع المياه فان الأمونيا هو أكثر ميلا لقبول H+ أيون، وأقل ميلا إلى التبرع بواحد; انه  نيوكليوفيل قوي. مجموعة الكربونيل (C=O)، والتي تستخدم كثيرا في  الكيمياء الحيوية، لن تكون مستقرة في محلول الأمونيا، ولكن مجموعة الامين المماثلة (C=NH) يمكن أن تستخدم بدلا من ذلك.

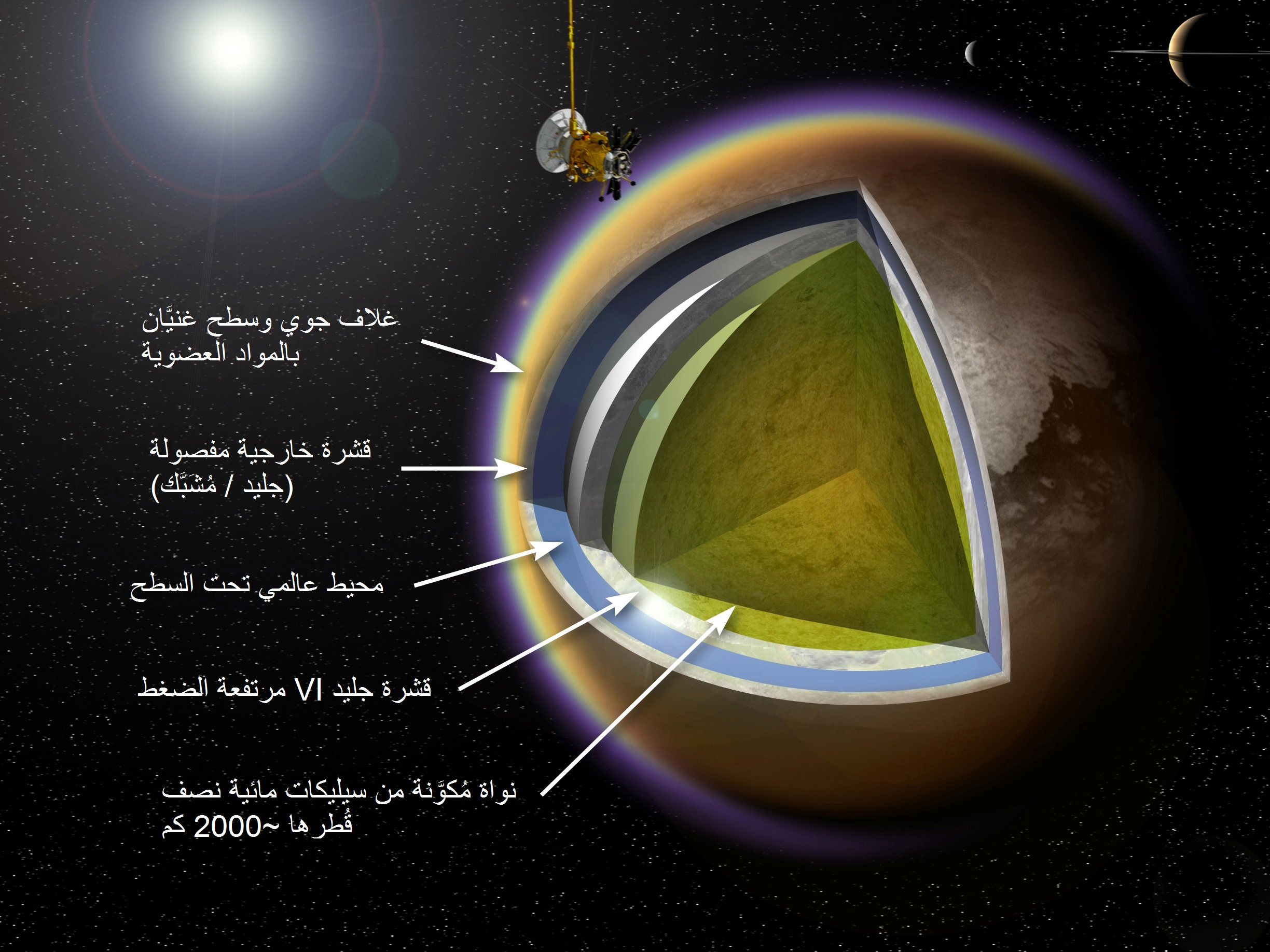
نظرية الهيكل الداخلي لتيتان ، المحيط تحت السطح يظهر بالأزرق.

### الميثان والهيدروكربونات الأخرى
الميثان (CH4) هو هيدروكربوني بسيط: هو مركب من اثنين من العناصر الأكثر شيوعا في الكون الهيدروجين والكربون. له وفرة كونية مقارنة مع الأمونيا. الهيدروكربونات يمكن أن تعمل كمذيب على نطاق واسع من درجات الحرارة، ولكن تفتقر  القطبية. إسحاق أسيموف، الكيميائي و كاتب الخيال العلمي، اقترح في عام 1981 أن الدهون يمكن أن تشكل بديلا عن البروتينات في غير المذيبات القطبية مثل غاز الميثان. تتكون البحيرات  من خليط من الهيدروكربونات، بما في ذلك غاز الميثان والإيثان، والتي قد تم الكشف عنها على سطح تيتان من قبل كاسيني الفضائية.

### فلوريد الهيدروجين
فلوريد الهيدروجين (HF)، مثل الماء، هو جزيء قطبي، بسبب قطبيته يمكنه ان يذيب العديد من المركبات الأيونية.درجة انصهاره -84 °C ودرجة الغليان هي 19.54 درجة مئوية (عند الضغط الجوي); الفرق بين الاثنين هو أكثر قليلا من 100 K. HF وأيضا يصنع روابط الهيدروجين مع جارته من الجزيئات، كما يفعل الماء والأمونيا. وقد اعتبر مذيبا ممكنا للحياة من قبل العلماء مثل بيتر سنيث  وكارل ساجان.

### كبريتيد الهيدروجين
كبريتيد الهيدروجين هو المناظر الاقرب كيميائيا إلى الماء،  ولكن أقل قطبية ومذيب غير عضوي ضعيف. كبريتيد الهيدروجين وفير جدا على قمر كوكب المشتري  Io, وقد يكون في شكل سائل على بعد مسافة قصيرة تحت السطح . على كوكب به محيطات من كبريتيد الهيدروجين فان مصدر كبريتيد الهيدروجين يمكن أن يأتي من البراكين، وفي هذه الحالة يمكن أن تكون مختلطة مع قليلا من فلوريد الهيدروجين التي يمكن أن يساعد على إذابة المعادن.الحياة بكبريتيد الهيدروجين  يمكنها استخدام خليط من أول أكسيد الكربون وثاني أكسيد الكربون باعتبارها مصدر الكربون.

### مذيبات اخري
المذيبات الأخرى المقترحة:

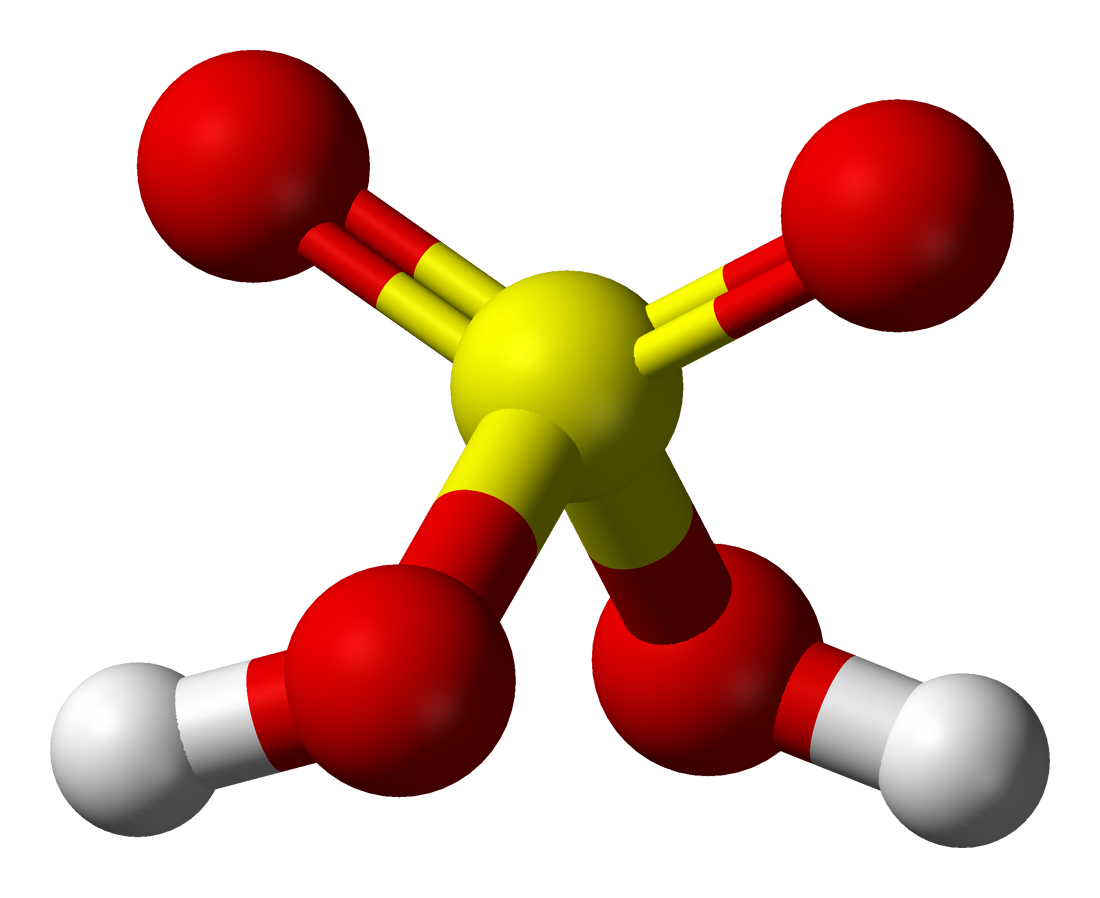
حمض الكبريتيك (H_{2}SO_{4}).

- السوائل فوق الحرجة: ثاني أكسيد الكربون فوق الحرج والهيدروجين فوق الحرج[24]
- مركبات الهيدروجين البسيطة:  كلوريد الهيدروجين[25]
- المركبات المعقدة: حمض الكبريتيك، الفورماميد، الميثانول
- سوائل منخفضة الحرارة: النيتروجين السائل، والهيدروجين
- سوائل مرتفعة الحرارة: كلوريد الصوديوم[26]

## العلماء الذين نشروا عن هذا الموضوع
- إسحاق أزيموف (1920-1992)، الكيميائي وكاتب الخيال العلمي.[27]
- وليام باينس, عالم الاحياء  المساهم في مجلة البيولوجيا الفلكية.[28]
- جون باروس  ، الذي ترأس لجنة من العلماء في المجلس الوطني للأبحاث  بالولايات المتحدة والتي نشرت تقريرا عن شروط الحياة في عام 2007.[29][30]
- جيرالد فاينبيرغ (1933-1992), الفيزيائي.. روبرت شابيرو (1935-2011), الصيدلي، مؤلفين كتاب الحياة خارج الأرض.[14][31]
- أكسل فيرسوف(1910-1981), الفلكي البريطاني.[32]
- روبرت أ. فريتاس الابن (1952–الوقت الحاضر)، متخصص في تكنولوجيا النانو  .[33][34]
- ج. ب. س. هالدين (1892-1964), عالم الوراثة.[35]
- جورج بيمنتل (1922-1989)  الكيميائي في جامعة كاليفورنيا في بيركلي.[36]
- كارل ساجان (1934-1996), عالم الفلك.
- بيتر سنيث  (1923-2011), الميكروبيولوجي، مؤلف كتاب الكواكب والحياة.[15]